# Тойси (Цивильский район)
Тойси́ (чув. Ҫирӗккасси Туҫа) — село в Цивильском районе Чувашской Республики. Входит в состав Чиричкасинского сельского поселения.

## География
Расстояние до столицы республики — города Чебоксары — 57 км, до районного центра — города Цивильск — 20 км, до железнодорожной станции 27 км. 

## История
Жители деревни в XVII веке стали основателями деревни Тойси-Паразуси Ибресинского района Чувашской Республики:

По преданию, дер. Тойси-Паразуси возникла лет 300 тому назад. Сюда, в лесную местность, переселились крестьяне из Тойсей, расположенных под Цивильском. В числе первых поселенцев были Паразусь и Палах.— Чувашские исторические предания.:146
Жители — до 1724 ясачные, до 1866 года — государственные крестьяне; занимались земледелием, животноводством, портняжным промыслом. 
Функционировал храм Преображения Господня (1763—1941). В 1881 году открыто земское училище. В 1920-х годах действовала школа 1-й ступени. В 1930 году образован колхоз «Комбайн». 
Исторические и прежние названия
Исторические названия: Преображенское; Тойси, Борщиково тож; Сириккасы. 

## Население
| 2010 | 2012 |
| ---- | ---- |
| 127  | ↗139 |

По данным Всероссийской переписи населения 2002 года в селе проживали 134 человека, преобладающая национальность — чуваши (99%).

## Инфраструктура
Функционирует СХПК «Рассвет» (по состоянию на 2010 год). Имеются стадион, магазин.

## Памятники и памятные места
Обелиск погибшим в годы Великой Отечественной войны (ул. Лермонтова).